# Réveil Club de Daloa
Réveil Club de Daloa ili kraće RC Daloa je nogometni klub iz Daloa, Obala Bjelokosti. Klupske boje su žuta i zelena.

## Uspjesi
- Coupe de Côte d'Ivoire: 1

1980